# Minnesota State Fair

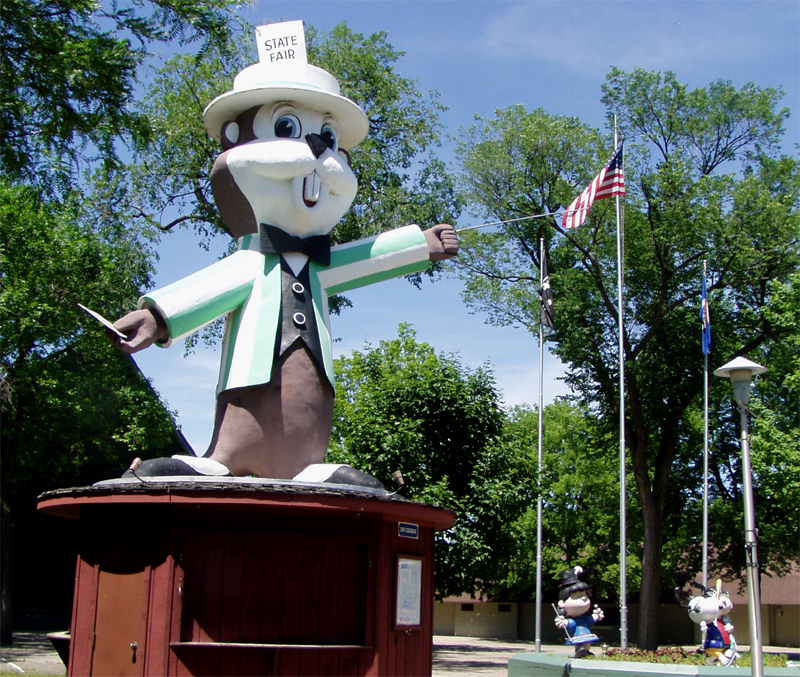
Fair State-Maskottchen „Fairchild“

Die Minnesota State Fair (auch „The Great Minnesota Get-Together“) ist eine Landwirtschaftsmesse mit Volksfest. Sie ist mit 1,9 Millionen Besuchern im Jahr 2024 eine der größten State Fairs in den Vereinigten Staaten. Sie findet jährlich in Falcon Heights nahe St. Paul, Minnesota statt.
Bei der Bevölkerung in Minnesota ist die Messe sehr beliebt. Neben einer Viehschau stellen die Einwohner verschiedene Künste und Fertigkeiten zur Schau. Auch neue Produkte werden vorgestellt und verschiedene Fahrgeschäfte angeboten. Die zwölftägige, volksfestähnliche Veranstaltung findet gewöhnlicherweise von Ende August bis zum Labor Day Anfang September auf einer Fläche von 130 Hektar statt. 2008 wurde er von 1.693.533 Menschen besucht.

## Geschichte
Erstmals fand in Minnesota 1854 ein Territorial Fair statt. Ein Jahr nachdem Minnesota zu einem Bundesstaat wurde, fand 1859 die erste State Fair statt. Seitdem wurde die Messe mit wenigen Ausnahmen jährlich veranstaltet. Während des Bürgerkrieges und des Sioux-Aufstandes in den Jahren 1861 und 1862 fiel die Messe aus. Auch in dem Jahr der Weltausstellung in Chicago 1893 fand sie nicht statt. Die nächste Unterbrechung war in den Jahren 1945 und 1946. Nachdem zum Ende des Zweiten Weltkrieges das Benzin knapp geworden war, konnte die Messe im folgenden Jahr aufgrund des Ausbruchs von Polio nicht stattfinden. Im Mai 2020 kündigten die Veranstalter an, dass die Messe im gleichen Jahr aufgrund der Corona-Pandemie nicht stattfinden wird.
In den ersten Jahren wechselte der Austragungsort regelmäßig. Besonders zwischen  Minneapolis und St. Paul hatte sich eine Rivalität herausgestellt, sodass in den 1870ern beide Städte zeitweise konkurrierende Messen veranstalteten. Erst 1884 wurde ein Ausschuss von der Minnesota State Agricultural Society eingesetzt, der einen permanenten Austragungsort suchen sollte. So wurde in Falcon Heights, einem Ort, der von beiden Städten etwa gleich entfernt ist, die Ramsey County Poor Farm ausgewählt. Am 7. September 1885 eröffnete hier erstmals die State Fair.

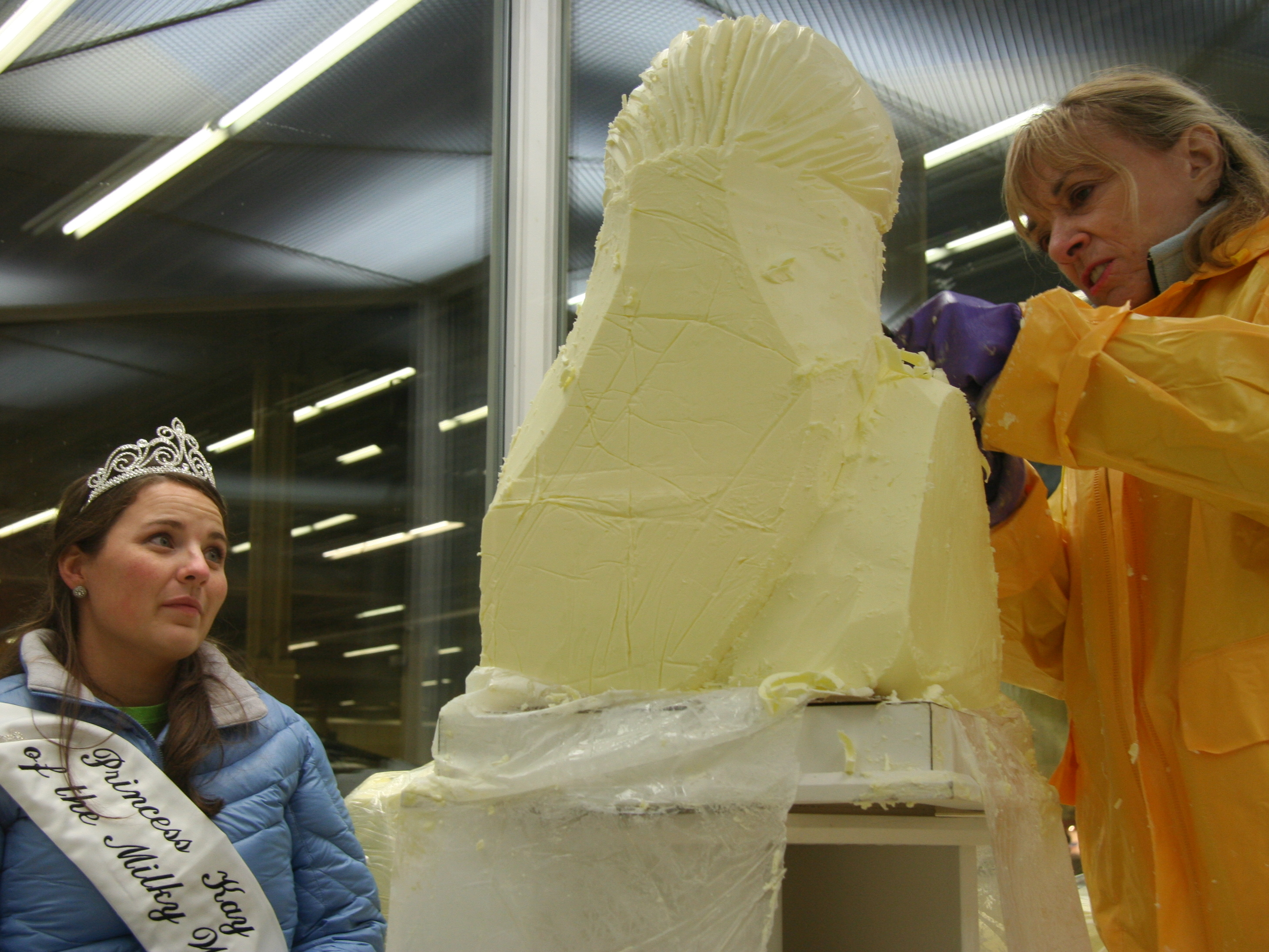
Butter-Skulptur

Eine der ersten Traditionen war die Schaffung von Skulpturen aus Butter. Seit den 1960er Jahren wird jedes Jahr, initiiert von Minnesotas Milchindustrie, eine Prinzessin Kay of the Milky Way gewählt, deren Kopf als Vorlage für die Butter-Skulptur dient.
Zu Beginn konzentrierte sich die Messe vor allem auf die landwirtschaftliche Ausstellungen und Shows. Erst mit der Zeit entwickelte sie sich zu einer Mischung aus den traditionellen landwirtschaftlichen und modernen Elementen und Unterhaltung.

## Attraktionen

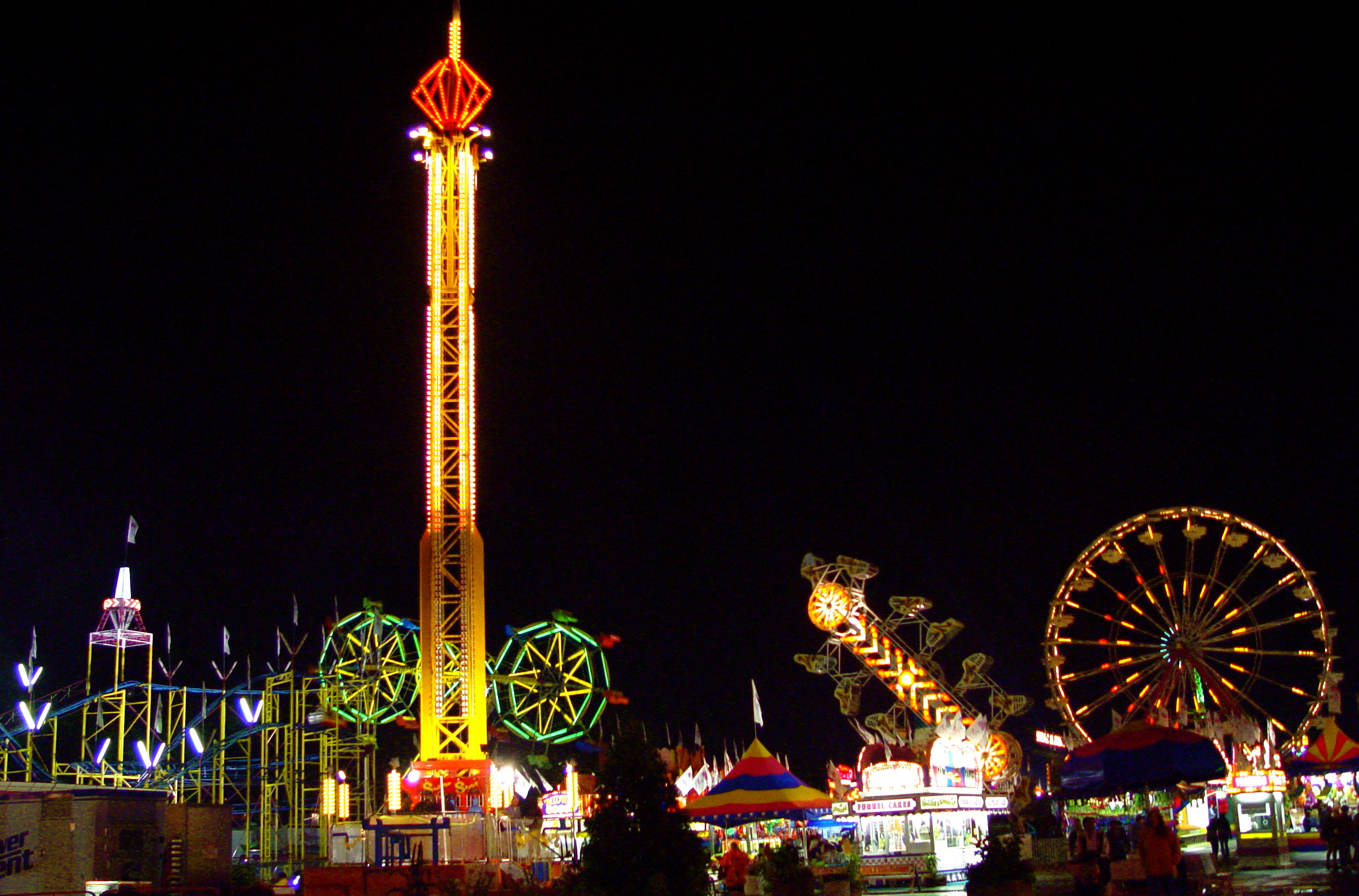
Fahrgeschäfte

- Ein wichtiger Bestandteil der Messe sind weiterhin die Viehschauen, bei denen verschiedene Nutztierarten ausgestellt werden. Die besten Exemplare jeder Art werden mit dem Blue Ribbon Award ausgezeichnet. Die meisten Schauen finden im Lee & Rose Warner Coliseum statt, einer großen überdachten Arena auf dem Messegelände. Das Coliseum wurde für die Messe 1951 fertiggestellt. Es wurde als Ersatz für das Hippodrom gebaut, das 1946 abgerissen wurde.[4] Offene Viehschauen werden für Pferde, Rinder, Milchkühe, Schweine, Schafe, Milchziegen, Fleischziegen, Lamas, Geflügel (Hühner, Enten, Gänse, Truthähne, Tauben), Kaninchen und Hunde veranstaltet.[1][5]
- Ein vielfältiges Angebot an verschiedenen Speisen, die oftmals „on a stick“ angeboten werden. Viele Speisen stehen in Verbindung mit der Agrarwirtschaft von Minnesota. Beliebt sind zum Beispiel Zuckerwatte, Milchshakes, Corn Dogs und Pronto Pups.
- Auf dem „Machinery Hill“ werden verschiedenste Fahrzeuge und Maschinen aus der Landwirtschaft vorgestellt. Einige Jahre lang galt die Messe als die weltweit größte jährliche Ausstellung für landwirtschaftliche Geräte.
- Auf dem „Midway“ befinden sich verschiedene Unterhaltungs- und Fahrgeschäfte.
- Neben verschiedenen Ausstellungen finden auf der Messe auch andere Veranstaltungen wie Konzerte, Comedy Shows ein Talentwettbewerb oder Produktdemonstrationen statt.

## Bildergalerie

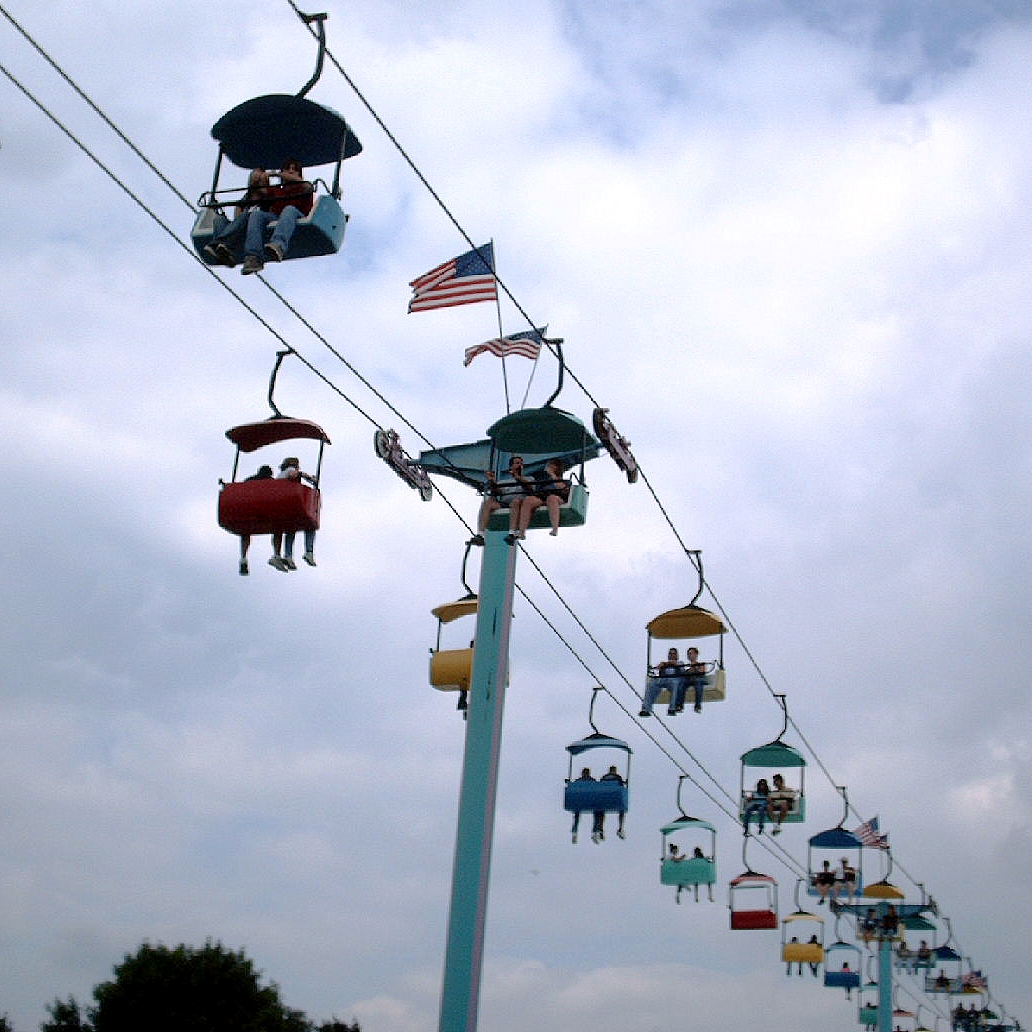
Skyway zur Verbindung einzelner Festplätze
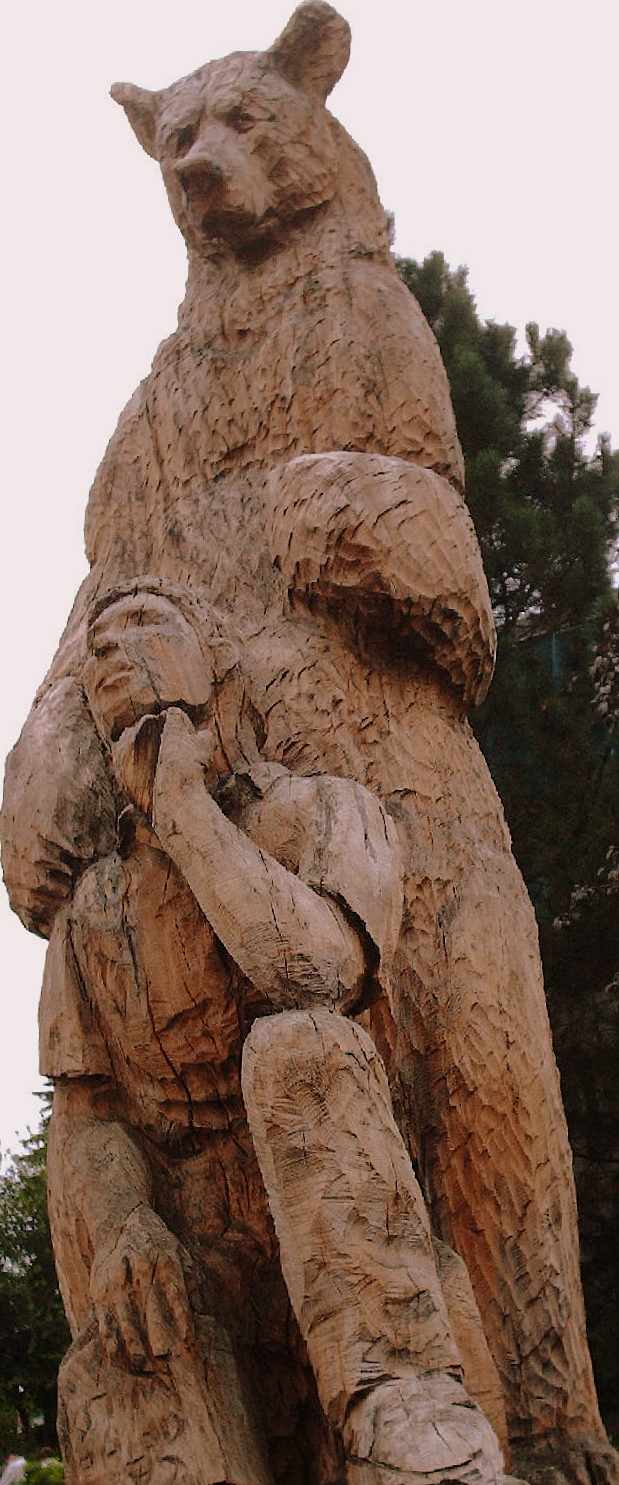
Ausgestellte Holzskulptur
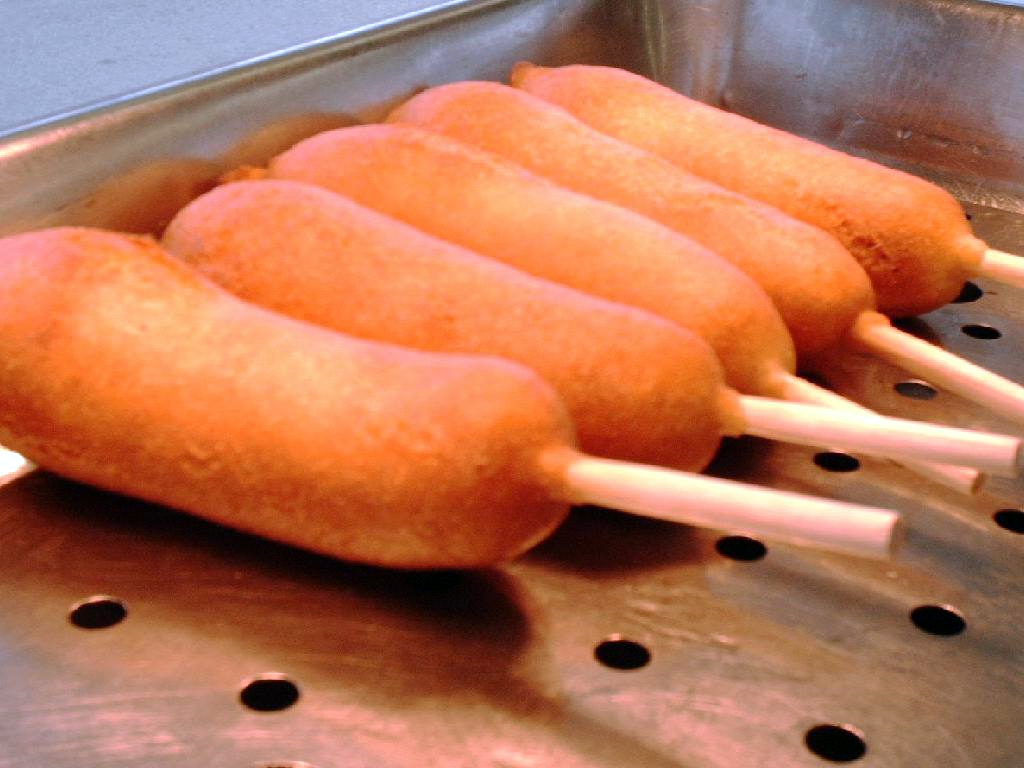
Corn Dogs „on a stick“
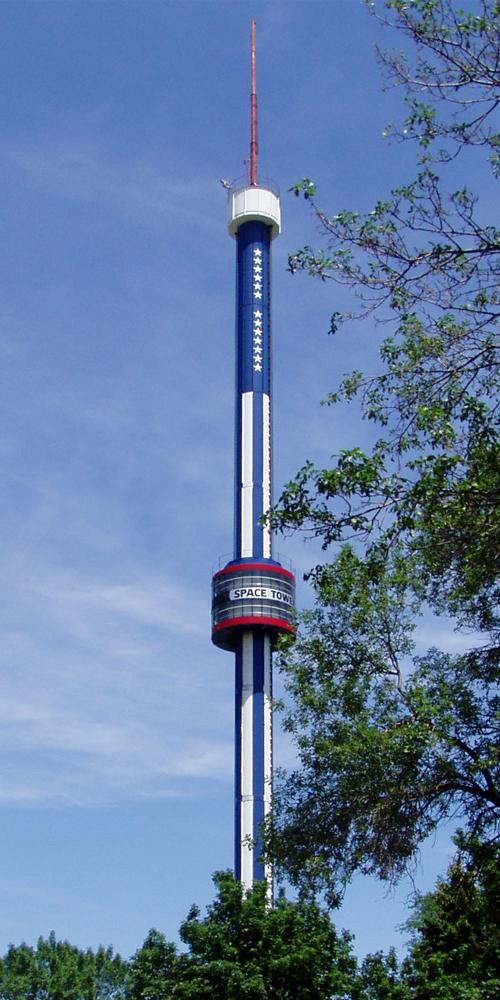
Space Tower